# Carl Friedrich Ludwig von Gontard

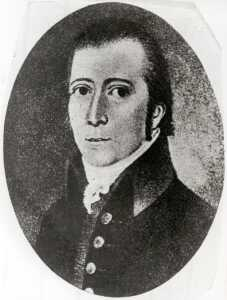
Carl Philipp Christian von Gontard, Vater von Carl Friedrich Ludwig von Gontard

Carl Friedrich Ludwig von Gontard (* 30. Juli 1764 in Bayreuth; † 1. März 1839 in Berlin) war als Oberstleutnant ein Platzmajor von Berlin. Er diente insgesamt 59 Jahre lang unter drei Königen in der preußischen Armee.

## Leben und Wirken
Carl Friedrich Ludwig von Gontard war der Sohn des deutschen Architekten Carl von Gontard. Unter Friedrich dem Großen 1779 in die preußische Armee aufgenommen, wurde er Platzmajor von Berlin. Als solcher diente Gontard Friedrich II. und dessen Nachfolgern Friedrich Wilhelm II. und Friedrich Wilhelm III. 35 Jahre. Nachdem im Jahr 1806 die französische Armee unter Napoléon Bonaparte Berlin eingenommen hatte, bemühte Gontard sich um das Wohlergehen der Stadt. Zum Dank verlieh ihm Berlin zum fünfzigsten Jahrestag seines Armeeeintritts 1829 das Ehrenbürgerrecht.
Gontard schloss sich später den Freimaurern an und wurde als Meisters vom Stuhl Vorsitzender eine Loge. Er war mehrfach verheiratet.  Die zweite Ehe schloss er mit Friederike Leopoldine von Troschke (* 22. Juni 1780; † 26. August 1809). Aus der dritten Ehe mit Therese verw. Schegk, geborene von Husarzewska (* 4. März 1786; † 9. Dezember 1858) stammen die Nachfahren, Sohn Friedrich von Gontard (* 15. Mai 1815; † 18. Februar 1862), evangelisch wie seine Mutter, nebst Familie. 1822 ist sein zweiter Sohn Ferdinand geboren, als Major gefallen, er gründete auch eine Familie, mit Agnes von Kracht. Aus dieser Beziehung stammt u. a. wiederum der General d. Inf. Friedrich Ferdinand Hans Erdmann von Gontard, Ritter des Ordens Pour le mérite. Insgesamt hatte Friedrich Carl Ludwig von Gontard sieben Söhne.

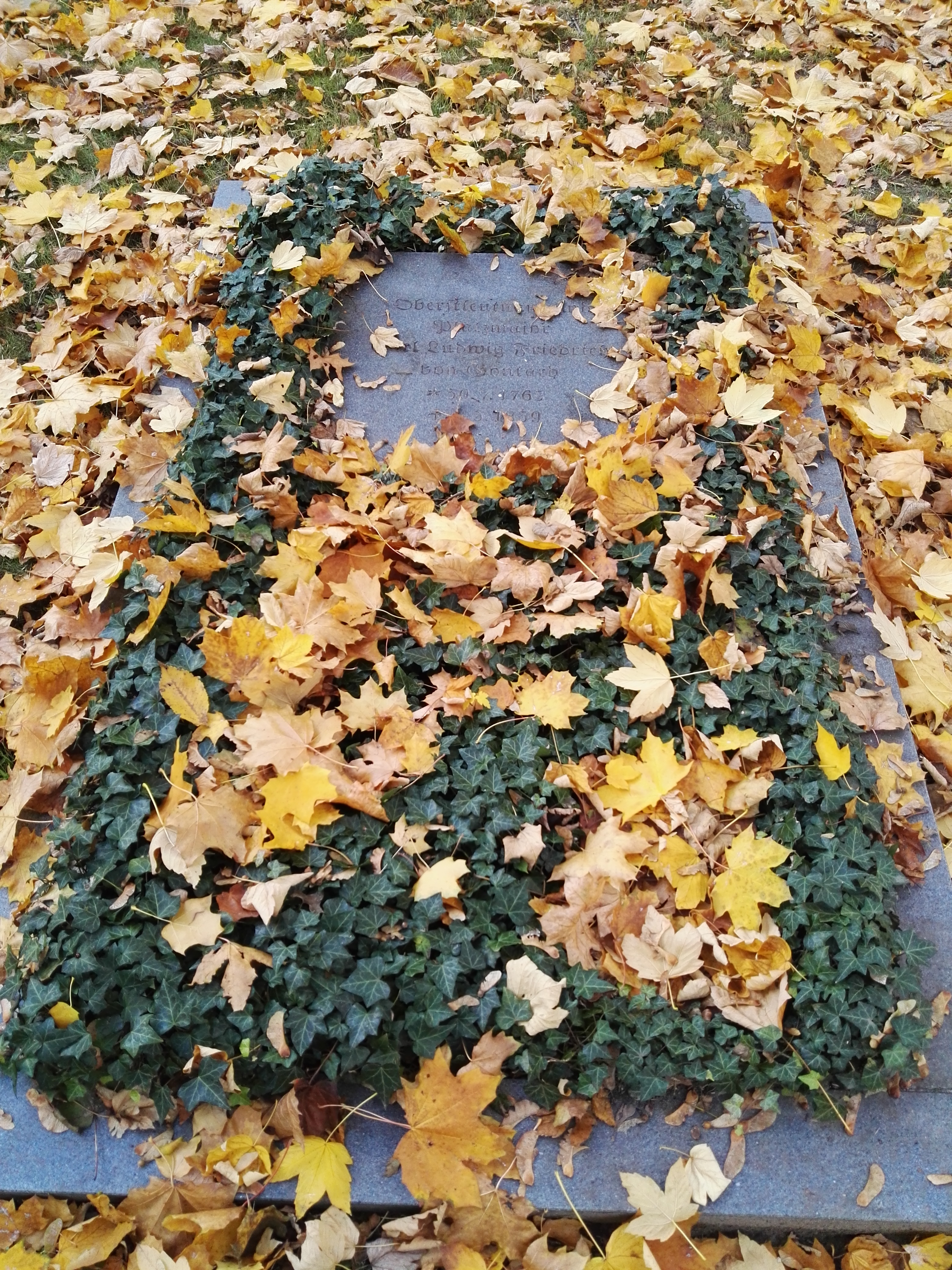
Grabstätte

Er ist auf dem Alten Garnisonfriedhof in Berlin-Mitte bestattet. Sein Grab ist als Ehrengrab der Stadt Berlin gewidmet.